# Sarroqueta de Barravés

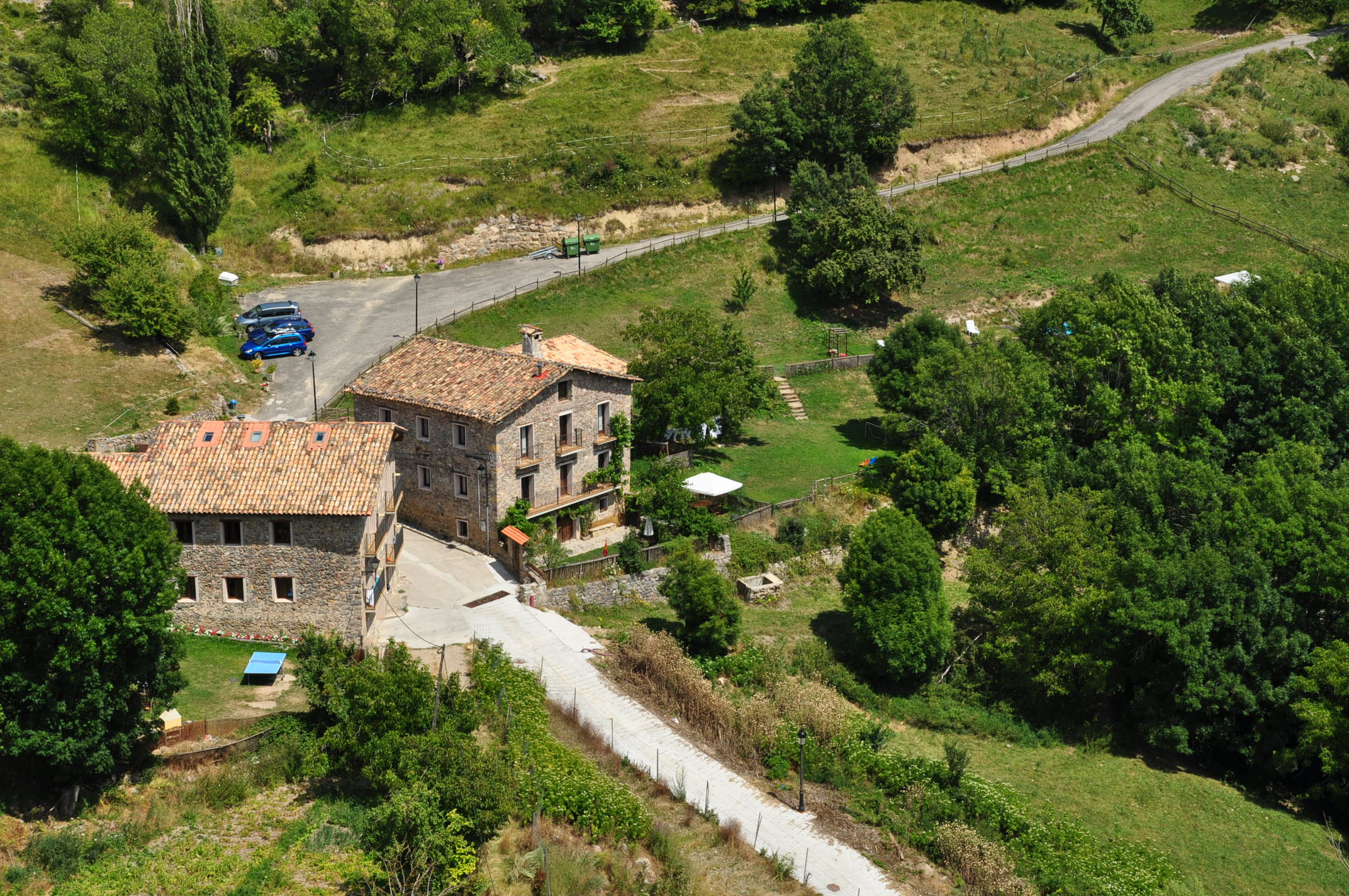
Sarroqueta

Sarroqueta de Barravés (hiszp. Sarroqueta de Barrabés), również: Sarroqueta, Sarroca de Barravés – miejscowość w Hiszpanii, w Katalonii, w prowincji Lleida, w comarce Alta Ribagorça, w gminie El Pont de Suert.
Według danych opublikowanych przez Institut d’Estadística de Catalunya w 2020 roku liczyła 10 mieszkańców – 6 mężczyzn i 4 kobiety. Liczba mieszkańców w poprzednich latach: 5 (2008), 4 (2009), 15 (2014), 14 (2015), 10 (2019).